# Youssef Skhayri
Youssef Skhayri, född 13 september 1991 i Stockholmsförorten Sätra, är en svensk musikproducent och barnskådespelare. Han hade huvudrollen i Ett öga rött (2007), filmatiseringen av Jonas Hassen Khemiris roman med samma namn. Skhayri, som har marockansk bakgrund, är född och uppvuxen i förorten Sätra utanför Stockholm. 